# Szamárium(III)-szulfid
A szamárium(III)-szulfid  egy vegyület. Képlete Sm2S3.

## Előállítása
Szamárium(III)-oxid és kén-hidrogén reakciójával lehet előállítani:
{\displaystyle \mathrm {Sm_{2}O_{3}+3\ H_{2}S\longrightarrow Sm_{2}S_{3}+3\ H_{2}O} }
Elő lehet állítani vákuumban elemi szamárium és kén reakciójával.

## Tulajdonságai
Kristályai vörösek vagy szürkésbarnák. Két kristályszerkezete van: az alacsony hőmérsékleten jelen levő rombos (izotipikus a gadolínium(III)-szulfiddal), és a magas hőmérsékleten létező köbös Th3P4 típusú.

## Fordítás
- Ez a szócikk részben vagy egészben  a   Samarium(III) sulfide című angol Wikipédia-szócikk fordításán alapul.  Az eredeti cikk szerkesztőit annak laptörténete sorolja fel. Ez a jelzés csupán a megfogalmazás eredetét és a szerzői jogokat jelzi, nem szolgál a cikkben szereplő információk forrásmegjelöléseként.
- Ez a szócikk részben vagy egészben  a   Samarium(III)-sulfid című német Wikipédia-szócikk fordításán alapul.  Az eredeti cikk szerkesztőit annak laptörténete sorolja fel. Ez a jelzés csupán a megfogalmazás eredetét és a szerzői jogokat jelzi, nem szolgál a cikkben szereplő információk forrásmegjelöléseként.